# Маергойз, Исаак Моисеевич
Исаак Моисеевич Маергойз (17 сентября 1908 — 11 февраля 1975) — советский экономико-географ, страновед, урбанист, доктор географических наук (1965), профессор (1965). Вместе с основоположником отечественного страноведения — Иваном Александровичем Витвером был создателем кафедры экономической географии капиталистических стран.
Почётный член географических обществ Чехии, Словакии, Венгрии и Югославии. Руководил секцией географии промышленности в Московском филиале РГО.
Награждён золотой медалью имени Г. Хааке Географического общества ГДР, большой медалью имени Александра фон Гумбольдта Берлинского университета имени Гумбольдта, серебряной медалью Карлова университета. Лауреат премии имени Дмитрия Николаевича Анучина.

## Биография
Исаак Моисеевич Маергойз родился 17 сентября 1908 года в местечке Янов (Литинского уезда) в семье ремесленников. Своего отца, очень религиозного еврея, имевшего в Янове лавку и умершего от тифа в 1919 году, И.М. определял по сословию — как мещанина. Мать, Удля (в семье Ада) Михелевна, домашняя хозяйка. После окончания школы учился в Житомирском педагогическом техникуме, затем преподавал географию и обществоведение в средней школе г. Овруча.
- 1932—1937 — обучение на географическом факультете МГУ.
- 1937—1940 — обучение в аспирантуре географического факультета МГУ.
- 1940—1941 — заведующий отделом экономической географии Киевского института географии при Наркомпросе УССР.
- 1941 — ушел в армию, где вначале служил переводчиком, а затем преподавал военную топографию на командно-пехотных курсах.
- 1945 — защита кандидатской диссертации на тему «Экономико-географическое положение Сталинграда».
- 1964 — защита докторской диссертации на тему «Чехословакия. Экономико-географическая характеристика».
- 1943—1946 — ассистент; в 1946—1965 гг. — доцент; с 1965 г. — профессор.
- 1955—1958 — заведующий кафедрой экономической географии капиталистических и зависимых стран МГУ.
- С 1959 — заведующий кафедрой экономической географии стран народной демократии географического факультета МГУ.
- 1967 — почётный член Чехословацкого географического общества.

## Вклад в науку
На протяжении всей своей научной деятельности И. М. Маергойз занимался проблемой использования картографических методов в экономической географии, изучением географии городов мира, внешней торговлей и вопросами совершенствования школьной географии. Разработал концепцию промышленных районов зарубежных стран. Внёс большой вклад в формирование учения об экономико-географическом положении. И. М. Маергойз основатель учения о территориальной структуре хозяйства.

## Основные труды
- Экономическая география Венгрии. М., 1956.
- Чехословацкая Социалистическая Республика. Экономическая география. М., 1964.
- Экономическая география капиталистических стран Европы. М.: Изд. Моск. Унив., 1966.
- География энергетики социалистических стран зарубежной Европы. М., 1969.
- Географические проблемы социалистической экономической интеграции в Европе. М., 1971.
- Экономическая география зарубежных социалистических стран Европы. М., 1971
- Территориальная структура хозяйства. М., 1986.
- Географическое учение о городах. М.: Наука, 1987.

## Примечание
1. ↑  Ныне Калиновский район, Винницкая область, Украина)
2. ↑  Исаак Моисеевич Маергойз: очерк жизни и творчества (П. М. Полян, А. И. Трейвиш). Дата обращения: 29 марта 2019. Архивировано 29 марта 2019 года.